# Japanse brug
Japanse brug (algemeen bekend in het Vietnamees als Chùa Cầu) is een overdekte voetgangersbrug in de Vietnamese stad Hội An die deel uitmaakt van het historische centrum dat op de werelderfgoedlijst staat. Deze brug is roze geschilderd en gemaakt van hout. Vooral in de winter staat deze brug onder water. Hij is onderdeel van de straat Trần Phú en loopt over de rivier Thu Bồn.
De brug staat ook bekend als de Japanse brug, vanwege de kooplieden en investeerders uit Japan in de zeventiende eeuw. De brug is een onderdeel van een groter tempelcomplex. Deze pagode werd gerestaureerd in 1817, 1865, 1915 en 1986.
De lengte van de brug is ongeveer achttien meter.

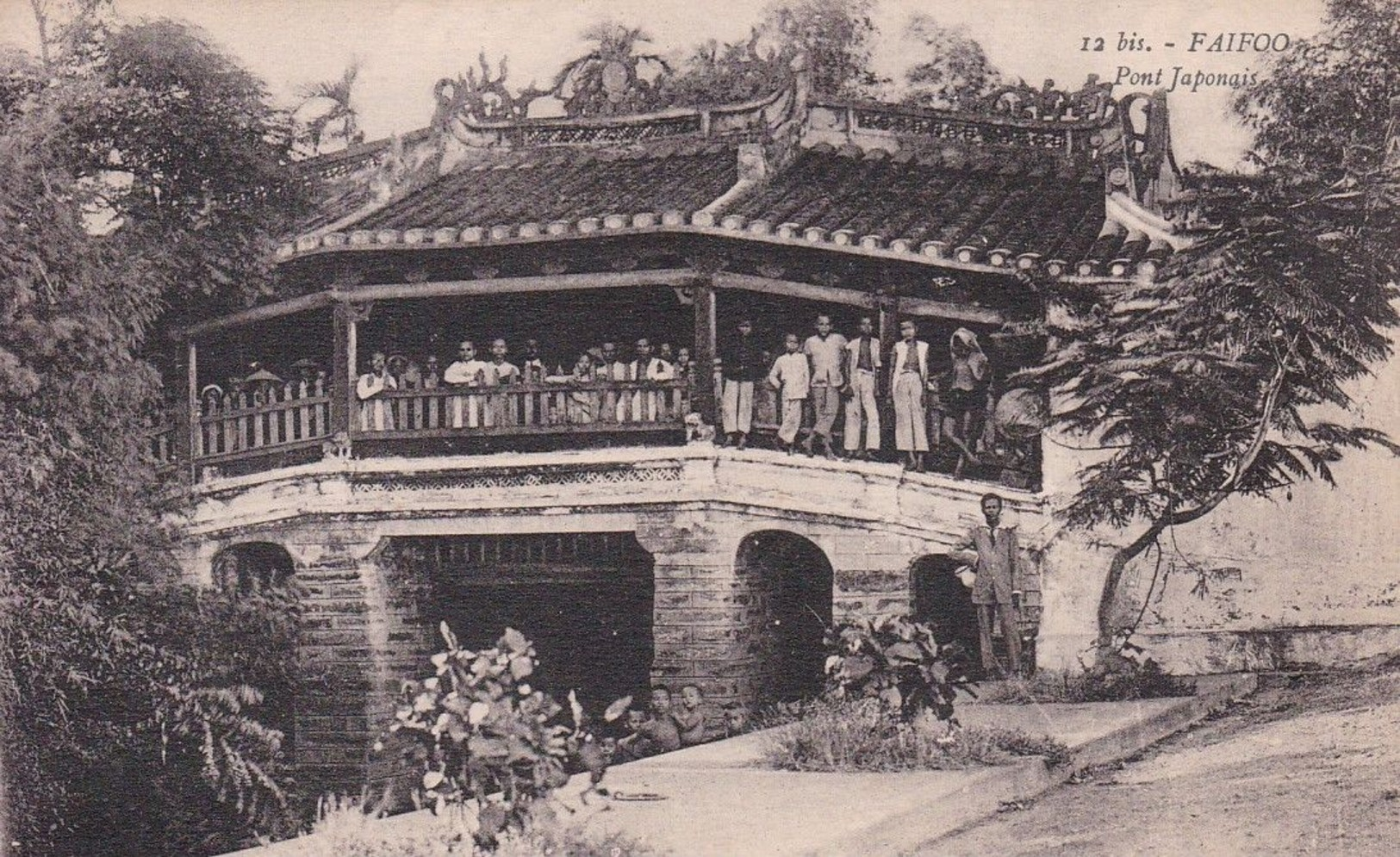
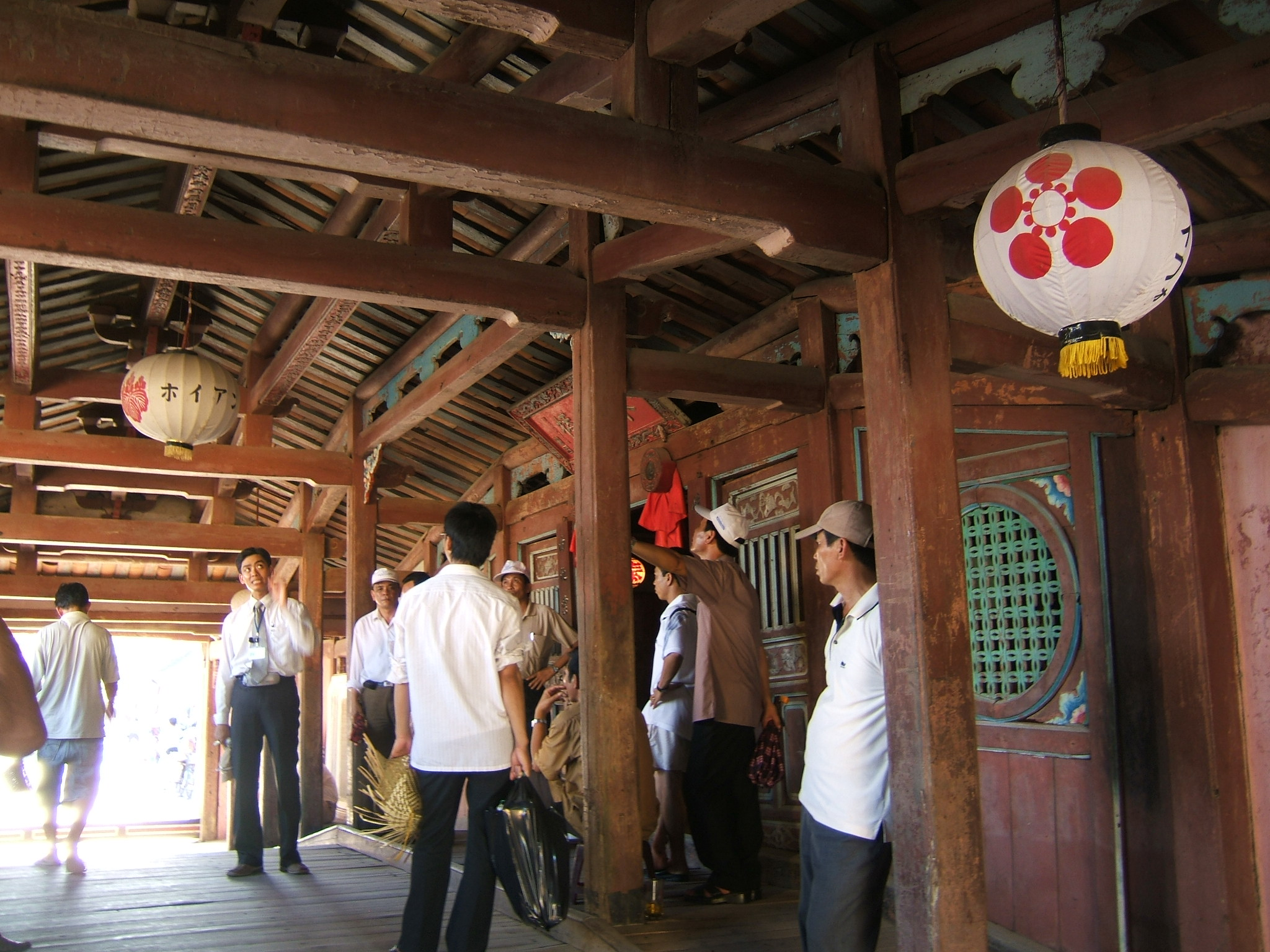
De brug van binnen
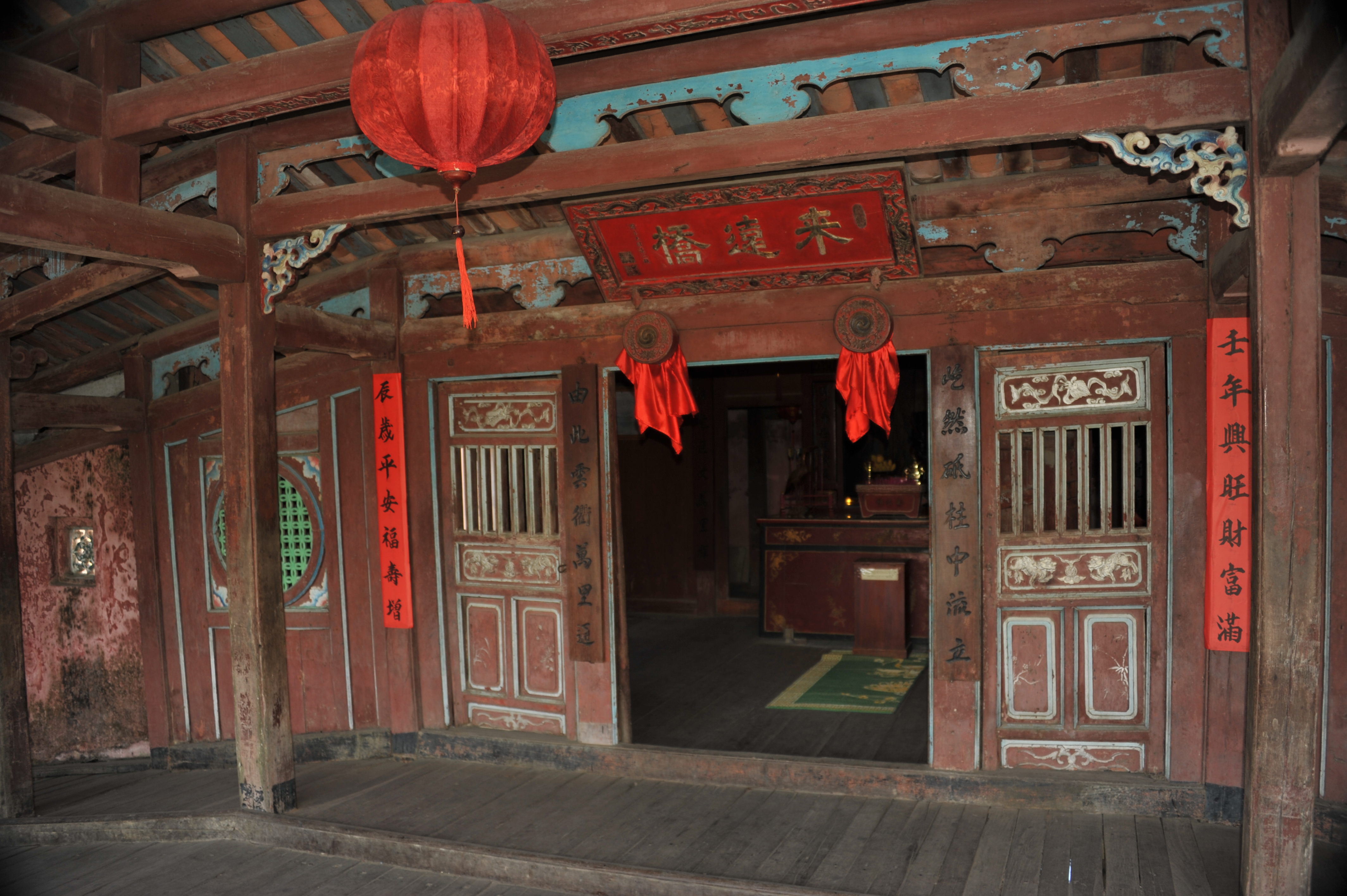
Een ander detail van de brug van binnen
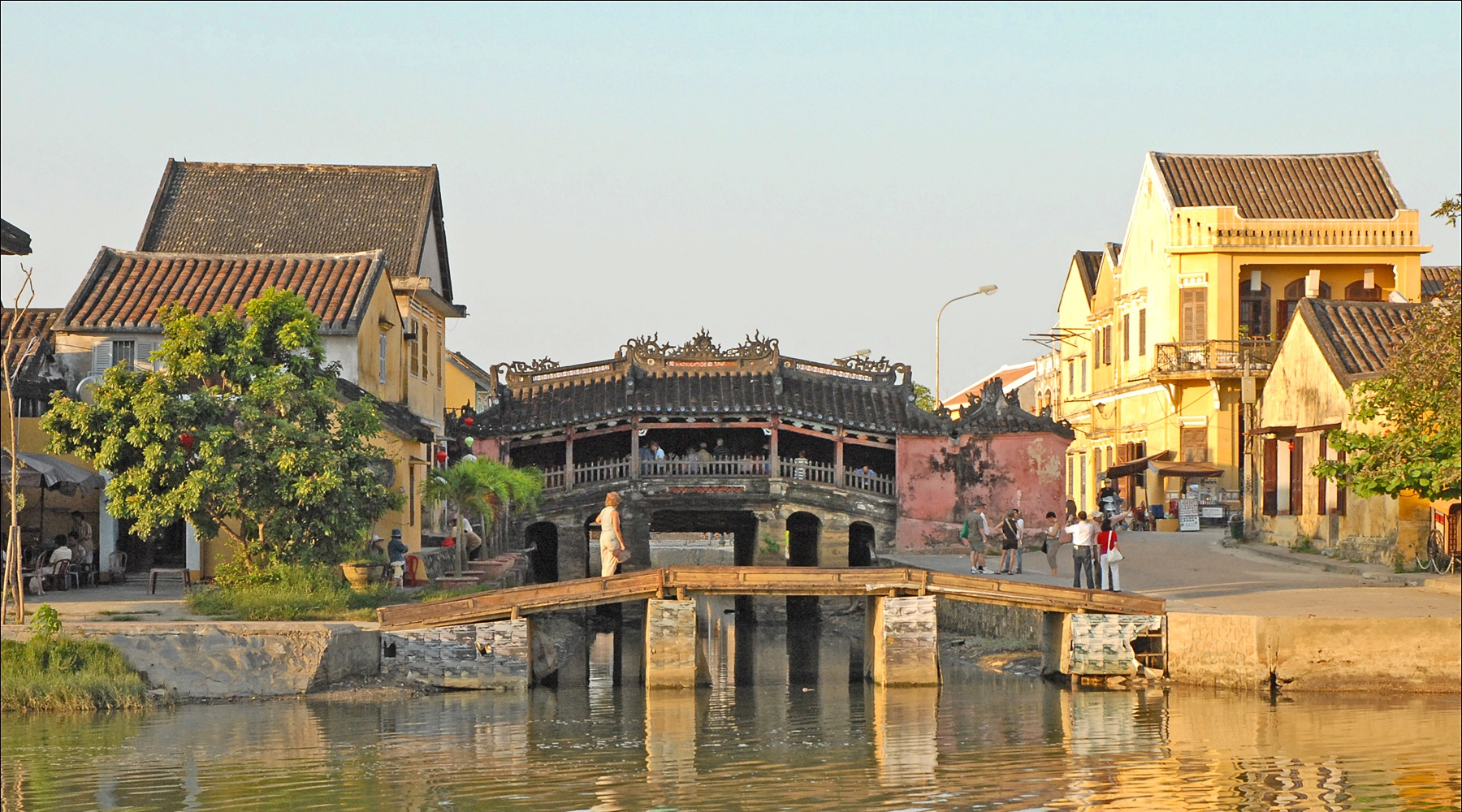